# Hong Kong University of Science and Technology
Die Hong Kong University of Science and Technology, kurz HKUST, (chinesisch 香港科技大學 / 香港科技大学, Pinyin Xiānggǎng Kējì Dàxué, Jyutping Hoeng1gong2 Fo1gei6 Daai6hok6, kurz 香港科大,  Xiānggǎng Kēdà, Jyutping Hoeng1gong2 Fo1daai6) ist eine Universität in Hongkong und eine der renommiertesten Universitäten Asiens. Sie liegt an der Küste der Clear Water Bay im Osten Hongkongs im Distrikt Sai Kung.

## Geschichte

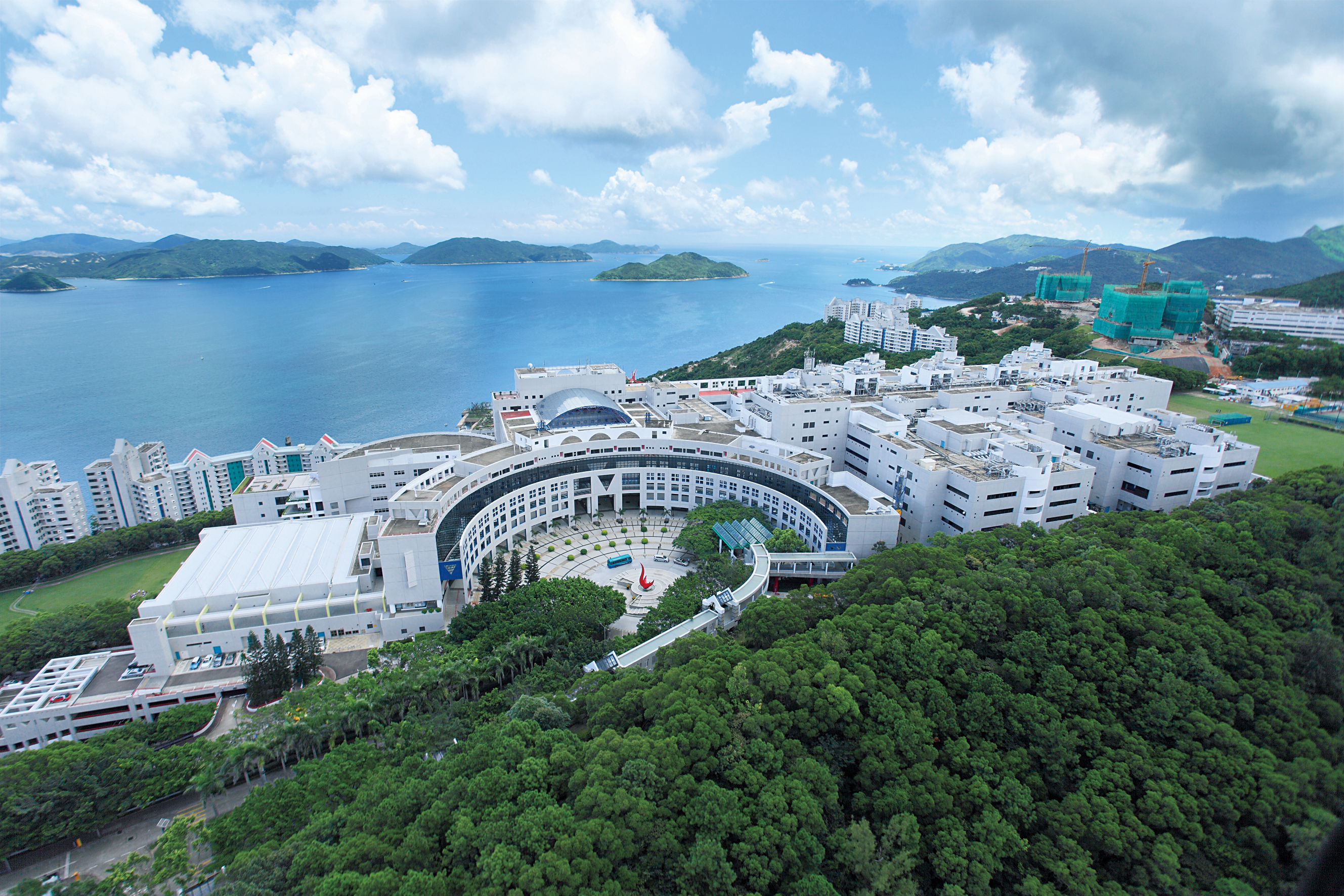
HKUST Campus Aussicht von oben

Die Gründung erfolgte 1991 und die HKUST gehört damit zu den jüngeren Universitäten in Hongkong. An der Idee zur Gründung der HKUST waren zwei Personen maßgeblich beteiligt: zum einen der Hongkonger Politiker Chung Sze-yuen (鍾士元) und zum anderen der damaligen Gouverneur Edward Youde. Beide realisierten, dass Hongkong auf den Gebieten der Natur- und Ingenieurwissenschaften eine höhere Ausbildungsstätte benötigte. Die ursprünglichen Planungen im Jahr 1986 sahen eine Eröffnung für das Jahr 1996 vor. Der Terminplan wurde jedoch beschleunigt und die Eröffnung erfolgte schon im Jahr 1991.
2012 sah die Asian University Rankings die HKUST als beste Universität Asiens an.
2022 waren knapp 17.500 Studenten an der Universität eingeschrieben. Die Times Higher Education World University Rankings 2022 platzieren die HKUST auf Platz 34 weltweit; auf der Asian University Rankings 2022 steht die HKUST auf dem 9. Platz.

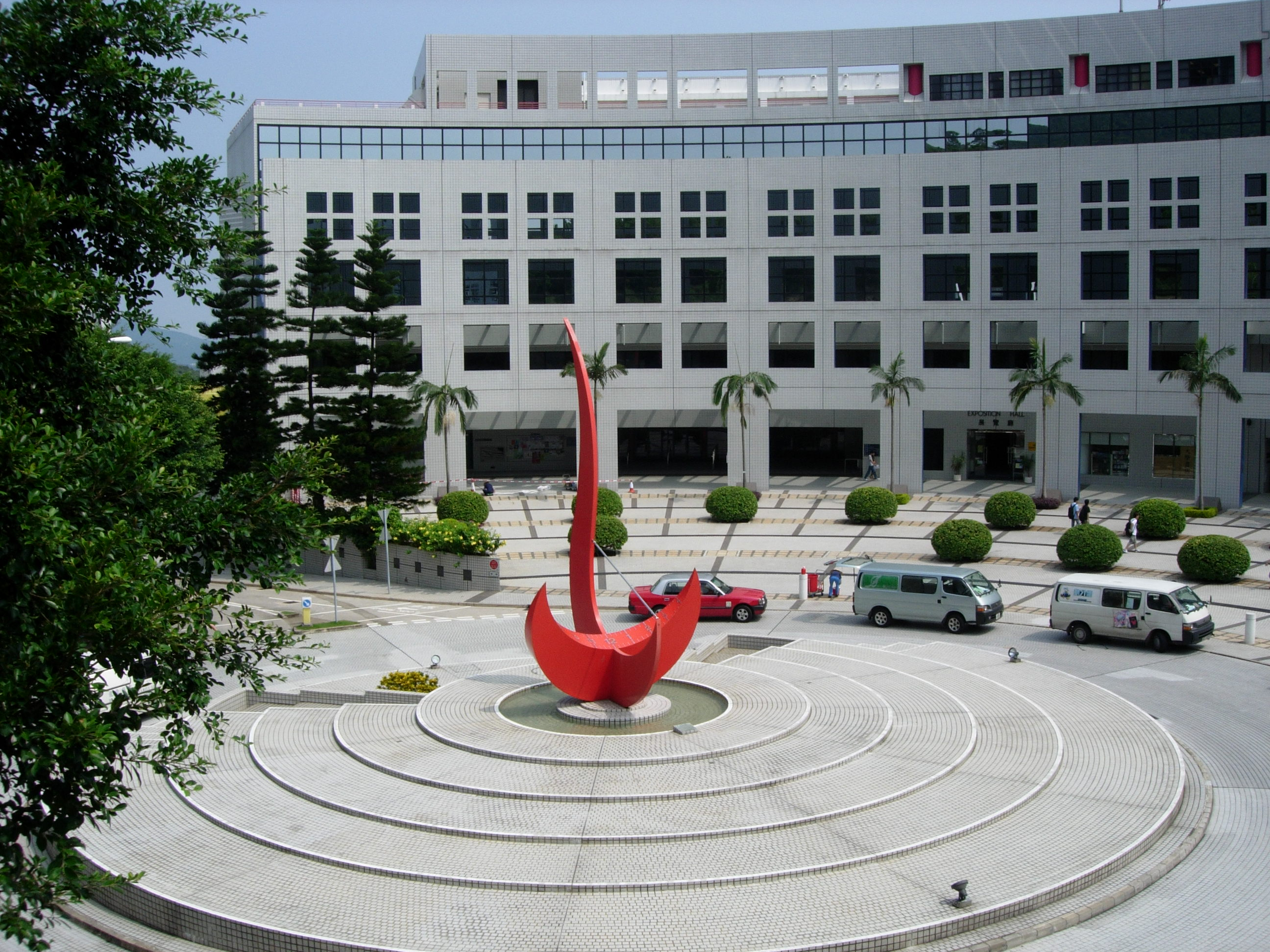
Haupteingang der HKUST

## Campus
Die HKUST ist eine Campusuniversität, die sich auf einen einzigen Standort beschränkt. Auf dem Campus leben etwa 6.100 Studenten in Studentenwohnheimen. Studenten in grundständigen Studiengängen teilen sich meist ein Zimmer mit einem oder mehreren anderen Studenten. Austauschstudenten und internationale Studenten werden bei der Wohnplatzvergabe auf dem Campus bevorzugt. Studenten, die privat oder in einem der Studentenwohnheime außerhalb des Campus wohnen, pendeln fast ausschließlich mit dem öffentlichen Nahverkehr zur Universität.

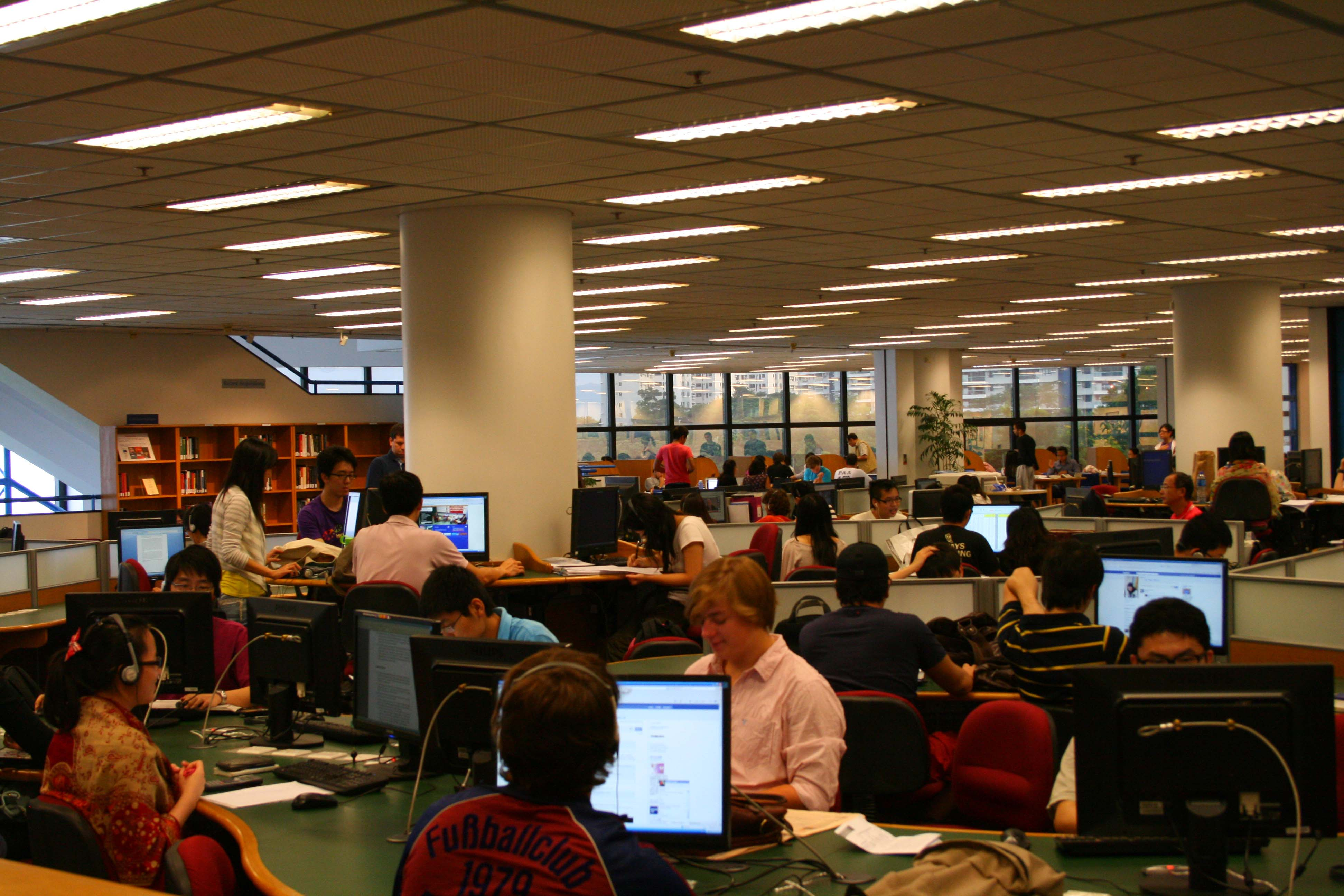
Computerarbeitsplätze in der Bibliothek

Neben dem akademischen Gebäude, in dem sich die Hörsäle, Unterrichtsräume, Büros, Labore, Computerräume und die mehrstöckige Bibliothek befinden, besitzt der Campus viele Einrichtungen, die das Leben auf dem Campus erleichtern: einen großen und einen kleinen Fußballplatz, eine Laufbahn, Tennisplätze, einen Basketballplatz, ein Schwimmbad, einen Strand, Picknickplätze, ein Fitnesscenter, eine Kletterhalle, einen Supermarkt, eine Bank, eine Post, einen Doktor, einen Friseur und eine Kneipe. Die sportlichen Einrichtungen können von Studenten und Mitarbeitern kostenlos genutzt werden.

## Organisation
Es gibt folgende Fakultäten:
- School of Business and Management
- School of Engineering
- School of Science
- School of Humanities and Social Science

## Akademisches Leben
Das Jahr ist an der HKUST in vier Abschnitte – den Jahreszeiten entsprechend – aufgeteilt: Herbst, Winter, Frühling und Sommer. Aufgrund der Umstellung des Bildungssystems in Hong Kong beträgt die Regelstudienzeit an der HKUST für Studiengänge bis zum Bachelor-Abschluss (Studienprogramm vor dem ersten akademischen Grad) seit 2012 vier Jahre.

## Studiengebühren
2012 zahlen internationale Studenten im akademischen Jahr HKD 120.000 (ungefähr EUR 12.000). Einheimische Studenten zahlen mit HKD 42.100 deutlich weniger (ungefähr EUR 4200).